# Saint-Symphorien (Eure)
Saint-Symphorien is een gemeente in het Franse departement Eure (regio Normandië) en telt 322 inwoners (1999). De plaats maakt deel uit van het arrondissement Bernay.

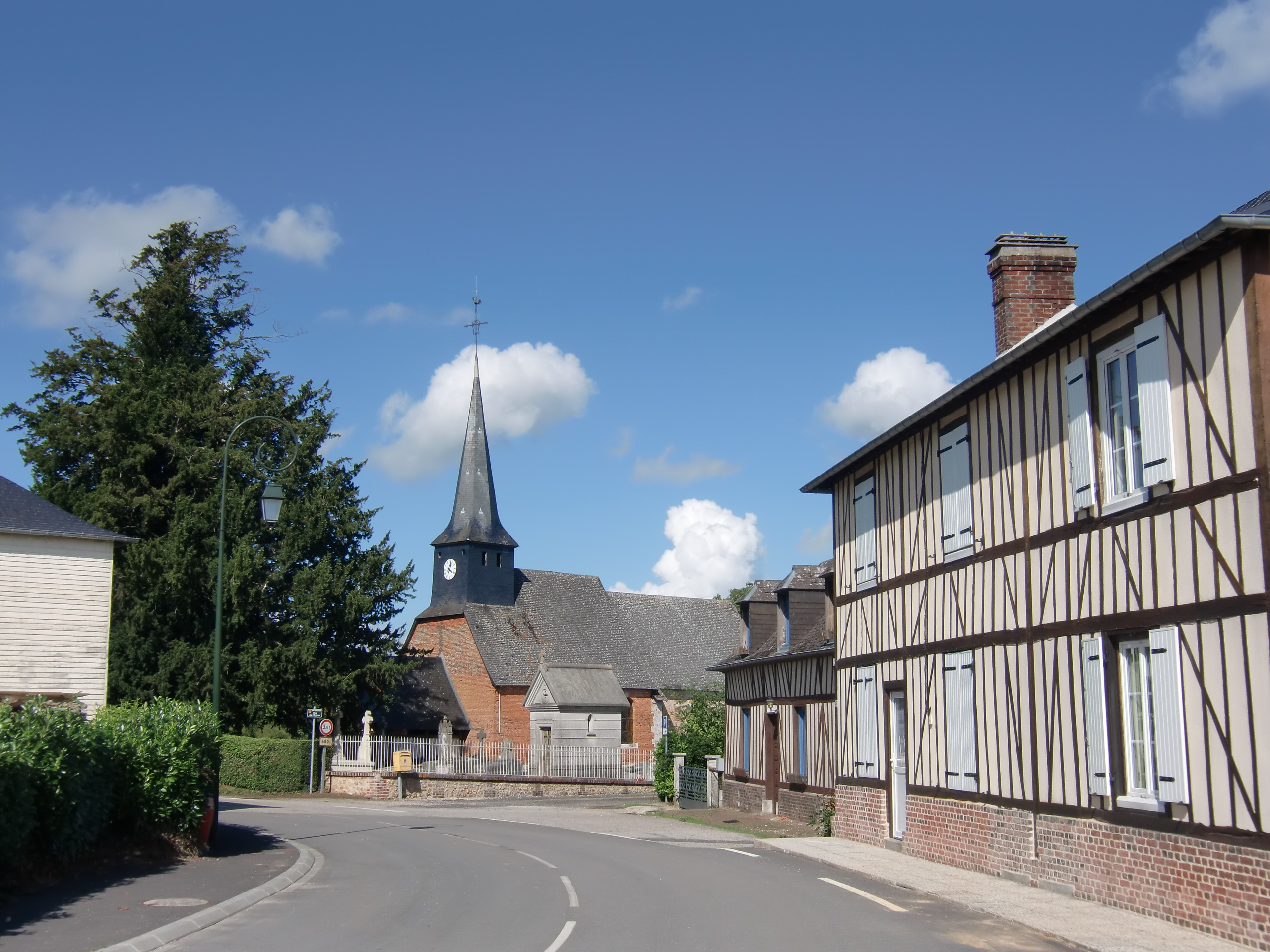
Entree Saint-Symphorien

## Geografie
De oppervlakte van Saint-Symphorien bedraagt 3,8 km², de bevolkingsdichtheid is 84,7 inwoners per km².
De onderstaande kaart toont de ligging van Saint-Symphorien (Eure) met de belangrijkste infrastructuur en aangrenzende gemeenten.

## Demografie
Onderstaande figuur toont het verloop van het inwonertal (bron: INSEE-tellingen).